# 大荆镇 (商洛市)
大荆镇，是中华人民共和国陕西省商洛市商州区下辖的一个乡镇级行政单位。。位于商州区北部，是商州北部的政治、经济、文化、卫生中心。面积121平方千米，共7138户、27938人。辖27个行政村，143个村民小组。大荆河、西南铁路、洛洪公路、大板路和荆灞路过境。
2015年，陕西省民政厅批复同意撤销西荆镇，并入大荆镇。

## 行政区划
大荆镇下辖以下地区：
大荆村、砚川村、石桥村、西村、上坪村、龙山村、前岭村、堡子村、曹河村、田渠村、薛沟村、东峪村、麻地寺村、铁炉岔村、南泥湖村、兴龙村、磨湾村、南湾村、口前村、周岭村、李渠村、后村、青桥村、果园村、孟村、西峪村、普陀村、西荆村、南村、岭子底村、太子寺村、李村、沙渠村、黄山村、丞相村、油房村、银洞村和高坪村。